# Itabirito
Itabirito, amtlich Município de Itabirito, ist eine Stadt im Bundesstaat Minas Gerais, Brasilien. Sie liegt ca. 320 km nördlich von Rio de Janeiro und 57 km südlich der Hauptstadt Belo Horizonte in der Region Serra de Itabirito. Sie wird von der Bundesstraße BR-356 tangiert.
Die Mittelstadt hat nach der Volkszählung 2010 45.449 Einwohner, die Itabiritenser genannt werden. Die Einwohnerzahl wurde nach der Schätzung des IBGE vom 1. Juli 2019 auf 51.875 Bewohner anwachsend berechnet. Die Fläche beträgt 542,609 km²; die Bevölkerungsdichte lag 2010 bei 84 Personen pro km².

## Geographie, Geologie
Etwa 10 Kilometer westlich der Stadt liegt der 1.586 m hohe Berg Pico de Itabirito, der vollständig aus Eisenerz, hauptsächlich Hämatit, besteht und wegen dessen Farbe regional auch als „pedra Sangue“ (Blutstein) bezeichnet wird. Er besitzt eine auffällige Kegelstumpfform. Der über lange Zeit betriebene Eisenerzbergbau in der Umgebung von Itabirito ist wegen seiner großen Lagerstätte aus dem Präkambrium (Minas-Supergruppe, Cauê-Formation) weltweit bekannt. Die weitere Region wird deshalb auch Eisen-Viereck (portugiesisch Quadrilátero Ferrífero) genannt, da sie von vier Städten begrenzt ist.
Ein Tagebau erstreckt sich bis an das markante Felsmassiv des Pico de Itabirito. Das Instituto do Patrimônio Histórico e Artístico Nacional erklärte 1926 den Berg zum Nationalen Naturdenkmal, dessen Status bis 1965 aufrechterhalten wurde. Die Rücknahme des Schutzgebietes erfolgte wegen des sich ausdehnenden Bergbauareals. Zu seinem Erhalt wurde der Kernbereich des Berges 1991 erneut unter Schutz gestellt, diesmal mittels einer Rechtsverordnung auf kommunaler Ebene.
Der deutsche Geologe Wilhelm Ludwig von Eschwege besuchte während seiner Erkundungsarbeiten zwischen 1810 und 1821 in Brasilien diese Eisenerzlagerstätte und vermerkte das vorgefundene Gestein als Itabirit in seinem 1822 erschienenen Werk Geognostisches Gemälde von Brasilien und wahrscheinliches Muttergestein der Diamanten.

## Geschichte
Die Besiedlungsgeschichte beginnt Ende des 17. Jahrhunderts nach ersten Goldfunden. 1709 wurden erste feste Siedlungen in der Region um den Pico de Itaubyra, heute der Pico de Itabirito, errichtet. Das Anwachsen der Bevölkerung führte 1745 zur Errichtung der Freguesia Itabira do Campo. Diesen Namen behielt die Gegend, bis am 7. September 1923 Stadtrechte vergeben wurden und der Ort in Itabirito, einem Wort aus den Tupí-Guaraní-Sprachen, umbenannt wurde.

## Stadtverwaltung
Stadtpräfekt (Exekutive) ist nach den Kommunalwahlen in Brasilien 2016  für die Amtszeit 2017 bis 2020 der wiedergewählte Alexander Silva Salvador de Oliveira, die Legislative liegt bei der Câmara Municipal, dem Stadtrat oder Stadtverordnetenkammer.

## Sehenswürdigkeiten
- Naturdenkmal Pico de Itabirito[7]
- Museum der Kunst und des Gewerbes (Museu de Arte e Ofício)[8]
- Museum des Eisenerzes (Museu do Ferro)
- Denkmal des Eisenerzbergbaus mit einer Feldbahnlok und Kipplore[9]

## Söhne und Töchter der Stadt
- João d’Avila Moreira Lima (1919–2011), römisch-katholischer Theologe, Hochschullehrer und Weihbischof
- Telê Santana (1931–2006), brasilianischer Fußballspieler und Trainer